# Всеобщие выборы в Боснии и Герцеговине (2010)

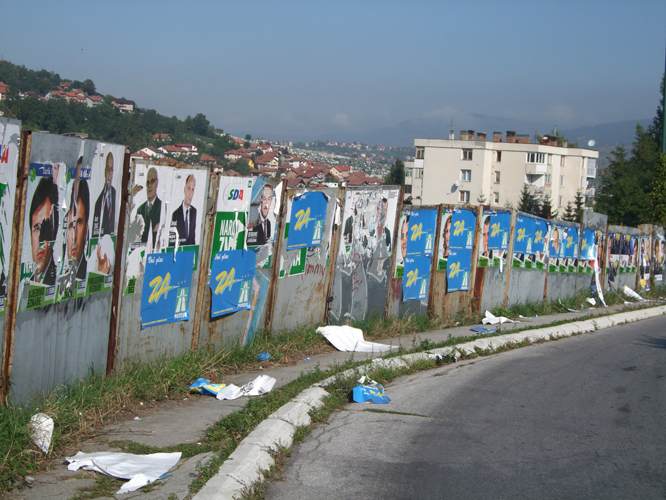
Предвыборная агитация в Федерации Боснии и Герцеговины (2010)

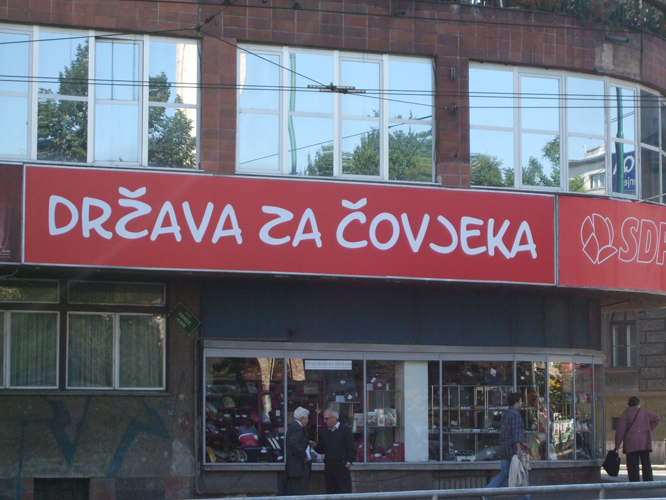
Предвыборная агитация Социал-демократической партии Боснии и Герцеговины (2010)

Всеобщие выборы в Боснии и Герцеговине прошли 3 октября 2010 года. Было избрано 42 депутата Палаты представителей БиГ (по 14 человек от сербской, хорватской и боснийской общин), 83 депутата Народной Скупщины Республики Сербской, 98 депутатов Палаты представителей Федерации Боснии и Герцеговины (боснийско-хорватской части БиГ) и депутаты кантональных органов самоуправления. Кроме этого, было избрано три президента — члена коллегиального Президиума Боснии и Герцеговины, по одному от сербской, хорватской и боснийской общин. Для победы требовалось набрать относительное большинство голосов (больше, чем любой другой кандидат). Два из трёх президентов — серб Небойша Радманович и хорват Желько Комшич — были переизбраны, а радикальный президент от боснийской общины Харис Силайджич потерпел поражение; вместо него был избран умеренный Бакир Изетбегович, сын первого президента Боснии и Герцеговины Алии Изетбеговича.
Отмечается, что в предвыборной кампании активное обсуждение социально-экономических вопросов уступило место националистическим лозунгам. В предвыборной борьбе также столкнулись сторонники большей автономии составных частей Боснии и Герцеговины и сторонники централизации. Явка на выборах составила 56 %. Несмотря на то, что голосование проходило в спокойной обстановке, в Республике Сербской 13 % бюллетеней были объявлены недействительными (по другим данным, 10 %).

## Результаты выборов

### Парламентские
| Партия                                                      | Голосов           | Мест |
| ----------------------------------------------------------- | ----------------- | ---- |
| Социал-демократическая партия Боснии и Герцеговины          | 251 053 (24,53 %) | 28   |
| Партия демократического действия                            | 206 926 (20,22 %) | 23   |
| Союз за лучшее будущее Боснии и Герцеговины                 | 121 697 (11,89 %) | 13   |
| Хорватское демократическое содружество Боснии и Герцеговины | 108 943 (10,64 %) | 12   |
| Партия за Боснию и Герцеговину                              | 78 086 (7,63 %)   | 9    |
| Народная партия работы за прогресс                          | 48 286 (4,72 %)   | 5    |
| Коалиция ХДС 1990 и ХПП                                     | 47 941 (4,68 %)   | 5    |

#### В Палату представителей БиГ
| Партия                                             | ФБиГ              | ФБиГ           | РС                | РС             | Всего     | Всего | Δ с 2006 |
| Партия                                             | Голосов           | Деп.           | Голосов           | Деп.           | Голосов   | Деп.  | Δ с 2006 |
| -------------------------------------------------- | ----------------- | -------------- | ----------------- | -------------- | --------- | ----- | -------- |
| Социал-демократическая партия Боснии и Герцеговины | 265 952 (26,07 %) | 8              | 18 406 (2,96 %)   | 0              | 284 358   | 8     | ▲3       |
| Союз независимых социал-демократов                 | 8810 (0,86 %)     | 0              | 269 007 (43,3 %)  | 8              | 277 817   | 8     | ▲1       |
| Партия демократического действия                   | 197 890 (19,4 %)  | 7              | 16 371 (2,64 %)   | 0              | 214 261   | 7     | ▼2       |
| Сербская демократическая партия                    | Не участвовали    | Не участвовали | 137 843 (22,19 %) | 4              | 137 843   | 4     | ▲1       |
| Союз за лучшее будущее Боснии и Герцеговины        | 124 076 (12,16 %) | 4              | 6329 (1,02 %)     | 0              | 130 405   | 4     | ▲4       |
| Хорватское демократическое содружество             | 112 067 (10,99 %) | 3              | 2361 (0,38 %)     | 0              | 114 428   | 3     | ▬        |
| Партия за Боснию и Герцеговину                     | 73 946 (7,25 %)   | 2              | 12 640 (2,03 %)   | 0              | 86 586    | 2     | ▼6       |
| Хорватская коалиция ХДС 1990 и ХПП                 | 49 524 (4,86 %)   | 2              | 522 (0,08 %)      | 0              | 50 046    | 2     | ▬        |
| Народная партия работы за прогресс                 | 49 039 (4,81 %)   | 1              | Не участвовали    | Не участвовали | 43 039    | 1     | ▬        |
| Партия демократического прогресса                  | Не участвовали    | Не участвовали | 40 070 (6,45 %)   | 1              | 40 070    | 1     | ▬        |
| Демократический народный альянс                    | 1147 (0,11 %)     | 0              | 28 511 (4,59 %)   | 1              | 29 658    | 1     | ▬        |
| Демократическое народное сообщество                | 14 839 (1,45 %)   | 1              | Не участвовали    | Не участвовали | 14 839    | 1     | ▬        |
| Всего                                              | 1 019 973         | 28             | 621 227           | 14             | 1 641 200 | 42    | 42       |

#### В Народную Скупщину Республики Сербской
| Партия                                                 | Голосов           | Мест |
| ------------------------------------------------------ | ----------------- | ---- |
| Союз независимых социал-демократов                     | 240 727 (38 %)    | 37   |
| Сербская демократическая партия                        | 120 136 (18,97 %) | 18   |
| Партия демократического прогресса                      | 47 806 (7,55 %)   | 7    |
| Демократический народный союз                          | 38 547 (6,09 %)   | 6    |
| Коалиция Соц. партии и Партии объединённых пенсионеров | 26 824 (4,24 %)   | 4    |
| Демократическая партия                                 | 21 604 (3,41 %)   | 3    |
| Социал-демократическая партия Боснии и Герцеговины     | 19 297 (3,05 %)   | 3    |
| Партия демократического действия                       | 16 861 (2,66 %)   | 2    |
| Сербская радикальная партия РС                         | 15 166 (2,39 %)   | 1    |
| Сербская радикальная партия «Доктор Воислав Шешель»    | 13 731 (2,17 %)   | 0    |
| Народная демократическая партия                        | 13 440 (2,12 %)   | 2    |

### Президентские

#### В Президиум Боснии и Герцеговины
| Кандидат                | Голосов          |       |
| Сербы                   | Сербы            | Сербы |
| ----------------------- | ---------------- | ----- |
| Небойша Радманович      | 295 624 (48,9 %) |       |
| Младен Иванич           | 285 927 (47,3 %) |       |
| Райко Папович           | 22 778 (3,8 %)   |       |
| Хорваты                 |                  |       |
| Желько Комшич           | 336 961 (60,6 %) |       |
| Боряна Кришто           | 109 714 (19,7 %) |       |
| Мартин Рагуж            | 60 234 (10,8 %)  |       |
| Ерко Иванкович-Лиянович | 45 382 (8,2 %)   |       |
| Перо Галич              | 1579 (0,3 %)     |       |
| Миле Кутле              | 1069 (0,2 %)     |       |
| Фердо Галич             | 972 (0,2 %)      |       |
| Боснийцы                |                  |       |
| Бакир Изетбегович       | 162 797 (34,9 %) |       |
| Фарудин Радончич        | 142 359 (30,5 %) |       |
| Харис Силайджич         | 117 168 (25,1 %) |       |
| Ибрагим Джедович        | 13 366 (2,9 %)   |       |
| Муё Демирович           | 8946 (1,9 %)     |       |
| Джемаль Латич           | 8738 (1,9 %)     |       |
| Ибрагим Спахич          | 6947 (1,5 %)     |       |
| Изудин Кешетович        | 4227 (0,9 %)     |       |
| Айда Юшич               | 2347 (0,5 %)     |       |

#### Результаты выборов президента Республики Сербской
Президентом РС избирается кандидат, набравший наибольшее число голосов; вице-президентами становятся кандидаты от боснийцев и хорватов, набравшие наибольшее число голосов из кандидатов своего этноса.
| Кандидат           | Община   | Партия                                                         | Голосов           |
| ------------------ | -------- | -------------------------------------------------------------- | ----------------- |
| Милорад Додик      | Сербы    | Союз независимых социал-демократов                             | 319 615 (50,52 %) |
| Огнен Тадич        | Сербы    | Коалиция во главе с Сербской демократической партией           | 227 239 (35,92 %) |
| Энес Сульканович   | Боснийцы | Социал-демократическая партия Боснии и Герцеговины             | 15 419 (2,44 %)   |
| Шевкет Хафизович   | Боснийцы | Партия демократического действия                               | 14 836 (2,35 %)   |
| Мухарем Мурселович | Боснийцы | Партия за Боснию и Герцеговину                                 | 14 154 (2,24 %)   |
| Драган Джурджевич  | Сербы    | Сербская радикальная партия РС                                 | 8178 (1,29 %)     |
| Эмиль Влайки       | Хорваты  | Народно-демократическая партия                                 | 6101 (0,96 %)     |
| Садмир Нукич       | Боснийцы | Союз за лучшее будущее Боснии и Герцеговины                    | 5558 (0,88 %)     |
| Иван Крндель       | Хорваты  | Хорватская крестьянская партия — Новая крестьянская инициатива | 5487 (0,87 %)     |
| Иво Каменяшевич    | Хорваты  | Хорватское демократическое содружество Боснии и Герцеговины    | 4128 (0,65 %)     |